# پوگو (رقص)

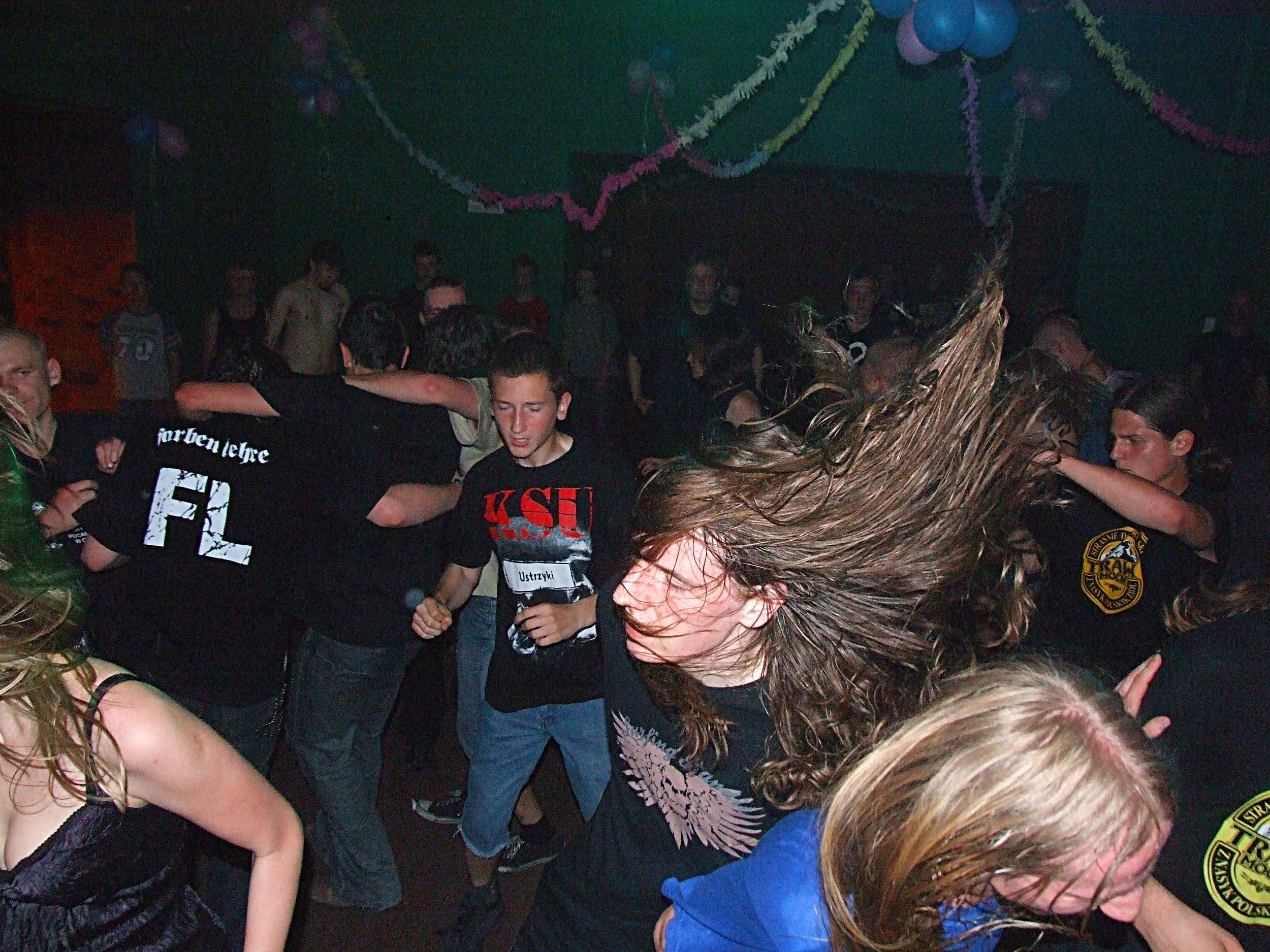
انجام پوگو در حین یک کنسرت

پوگو یا پگو (بهانگلیسی: Pogo) یک رقص است که در آن رقاصان به بالا و پایین پرش می‌کنند، در حالیکه در جای خود باقی می‌مانند یا به اطراف حرکت می‌کنند. رقص نام خود را از شباهت خود به استفاده‌ای که از چوب پوگو می‌شود، گرفت.